# One of Us (chanson de Joan Osborne)
Pour les articles homonymes, voir One of us.
Singles de Joan Osborne
St. Teresa
(1996)
Pistes de Relish
Dracula Moon Ladder
One of Us est une chanson écrite par Eric Bazilian (des Hooters), chantée par Joan Osborne, sortie en tant que deuxième single de son premier album studio Relish le 21 février 1995.
Joan Osborne a accepté immédiatement d'interpréter la chanson qui aborde le thème de la croyance en Dieu, ce qui a déclenché une polémique avec la Catholic League. One of Us s'est classée quatrième du Billboard Hot 100 en 1996. La chanson a été plusieurs fois nommée aux Grammy Awards. One of Us a été à de nombreuses reprises utilisée dans les médias, notamment dans les films Austin Powers 2 : L'Espion qui m'a tirée en 1999, Vanilla Sky en 2001 et Bruce tout-puissant en 2003. De nombreuses reprises et parodies de la chanson ont été réalisées.

## Historique
Lors d'une interview Eric Bazilian a parlé de la chanson en ces termes : « J'ai écrit cette chanson une nuit - la chanson la plus rapide que j'ai jamais écrite - pour impressionner une fille. Ce qui a marché, puisque nous sommes mariés et avons deux enfants. Mais on était en train d'écrire l'album de Joan, ce qui était un effort collectif entre Rick Chertoff et Joan et Rob et moi, et j'ai fait une démo de One of Us, cette petite démo farfelue que j'ai fini par mettre en tant que piste cachée sur mon premier enregistrement solo, je [l']ai jouée pour eux. Et ça ne m'est vraiment pas venu à l'idée que ce serait quelque chose que Joan ferait, mais Rick, avec toute sa sagesse, a demandé à Joan si elle pensait pouvoir la chanter. Et je pense que c'était mieux qu'il lui demande de cette façon plutôt que "Veux-tu la chanter ?" Parce que la réponse à cela aurait pu ne pas être oui. Mais elle a bizarrement dit qu'elle pouvait la chanter et nous avons fait une petite démo live avec une guitare et elle la chantant. Et quand je retournais à ma voiture et mettais la cassette dedans, j'ai commencé à m'entraîner pour le discours que j'allais devoir faire pour les Grammy,. »

## Paroles
La chanson s'intéresse à plusieurs aspects de la croyance en Dieu en invitant chacun à se poser des questions sur leur relation avec Dieu, tel que « Would you call [God's name] to his face? » (« Lanceriez-vous [le nom de Dieu] à sa figure ? ») ou « Would you want to see [God's face] if seeing meant that you would have to believe in things like heaven and in Jesus and the saints and all the prophets? » (« Est-ce que vous voudriez voir [le visage de Dieu] si voir signifiait devoir croire en des choses telles que le paradis et Jésus et les saints et tous les prophètes ? »). Le titre de la chanson provient du refrain : « What if God was one of us? » (« Et si Dieu était l'un d'entre nous ? »).
La version de l'album commence avec quatre lignes d'un gospel The Heavenly Aeroplane :
Oh, one of these nights at about twelve o'clock
This whole earth is gonna reel and rock
Saints will tremble and cry for pain
For the Lord's gonna come in his heaven airplane.

## Clip vidéo
Réalisé par Mark Seliger et Fred Woodward, le clip a été tourné à Coney Island, avec des plans de plusieurs attractions comme des montagnes russes, une grande roue et le New York Aquarium, entrecoupés de photos aux tons sepia et Joan Osborne chantant la chanson.

## Réception
En 1996, William A. Donohue, président de la Catholic League (Ligue Catholique) aux États-Unis, a montré son mécontentement envers la chanson, soutenant que « même les admirateurs de [Joan Osborne] voient quelque chose de sacrilège dans son travail », Donahue a déclaré que la chanson était dictée par l'agenda et qu'elle était « horriblement proche de provoquer les Catholiques. »
D'un autre côté, Roch Parisien a dit de la chanson que c'était « une simple, franche déclaration de foi, honnête et sans fioritures, inscrite dans un refrain presque parfait et un riff de guitare à la Neil Young délectable. »

## Liste des pistes
CD single - France
1. One of Us (edit) — 4:16
2. One of Us (album version) — 5:21

CD single - USA
1. One of Us (album version) — 5:21
2. Dracula Moon — 6:21

CD maxi single - Europe
1. One of Us (edit) — 4:16
2. Dracula Moon — 6:21
3. One of Us (album version) — 5:21
4. Crazy Baby (live du Fox Theatre à Boulder dans le Colorado) — 8:06

## Personnel
- Joan Osborne – chant, percussion, guitare acoustique
- Eric Bazilian – guitare, mandoline, chant, saxophone, harmonica, piano électrique
- Mark Egan – basse
- Rob Hyman – piano, orgue, synthétiseur, Mellotron, chœurs, tambours
- Andy Kravitz – tambours, percussion

## Charts et récompenses
One of Us a été nommée en 1996 aux Grammy Awards pour meilleure chanteuse pop, enregistrement de l'année et chanson de l'année. Cependant, c'est la chanson de Seal Kiss from a Rose qui a remporté les Grammy Awards de la chanson et de l'enregistrement de l'année et Annie Lennox celui de meilleure chanteuse pop.
En janvier 1996, One of Us est entrée dans le top 10, se plaçant en quatrième place du Billboard Hot 100.
| Classement (1995-1996)                  | Meilleure position |
| --------------------------------------- | ------------------ |
| Allemagne (Media Control AG)            | 18                 |
| Australie (ARIA)                        | 1                  |
| Autriche (Ö3 Austria Top 40)            | 13                 |
| Belgique (Flandre Ultratop 50 Singles)  | 1                  |
| Belgique (Wallonie Ultratop 50 Singles) | 4                  |
| Canada (Top Singles)                    | 1                  |
| États-Unis (Hot 100)                    | 4                  |
| États-Unis (Adult Contemporary)         | 20                 |
| États-Unis (Alternative Songs)          | 7                  |
| États-Unis (Pop Airplay)                | 2                  |
| Finlande (Suomen virallinen lista)      | 19                 |
| France (SNEP)                           | 10                 |
| Irlande (IRMA)                          | 8                  |
| Norvège (VG-lista)                      | 2                  |
| Nouvelle-Zélande (RMNZ)                 | 11                 |
| Pays-Bas (Single Top 100)               | 14                 |
| Royaume-Uni (UK Singles Chart)          | 6                  |
| Suède (Sverigetopplistan)               | 1                  |

| Chart (1996)             | Position |
| ------------------------ | -------- |
| Charts australiens       | 6        |
| Charts belges (Flandres) | 8        |
| Charts belges (Wallonie) | 16       |
| Charts hollandais        | 69       |
| Charts français          | 55       |
| US Billboard Hot 100     | 30       |

| Pays       | Certification | Date            | Ventes certifiées |
| ---------- | ------------- | --------------- | ----------------- |
| Norvège    | Platine       | 1996            | 10 000            |
| États-Unis | Or            | 26 janvier 1996 | 500 000           |

## Représentation et reprises

### Utilisation dans les médias
One of Us a été utilisée :
- Dans le film Vanilla Sky sorti en 2001 et est également présente sur la bande originale du film[35].
- Sur la bande originale du film Bruce tout-puissant sorti en 2003. Dans le film, elle est chantée par Bruce Nolan, interprété par Jim Carrey, quand il rentre chez lui après avoir acquis les pouvoirs de Dieu.
- Dans le film Diary of a Mad Black Woman, la chanson est interprétée par l'actrice Cheryl Pepsii Riley[36].
- En tant que thème musical de la série télévisée Le Monde de Joan dans une version ré-enregistrée par Joan Osborne spécifiquement pour la série en 2003[4].
- Dans le premier épisode de la quatrième saison de la série Cold Case : Affaires classées en 2006, De sang froid[35].
- Dans le deuxième épisode de la deuxième saison de la série Mysterious Ways en 2001, Le Missionnaire (intitulé comme la chanson One of Us en anglais).
- Dans le huitième épisode de la quatrième saison  de la série Homicide en 1996, Sniper [1/2][35].

La chanson est également chantée par le personnage Docteur Denfer, interprété par Mike Myers, dans Austin Powers 2 : L'Espion qui m'a tirée en 1999. Celui-ci prétend l'avoir écrit lui-même après avoir voyagé dans le temps jusqu'en 1969.
La chanson a été utilisée dans le seizieme épisode de la saison deux de Lucifer, intitulé "God Jonhnson".

### Reprises et parodies
La chanson a été reprise par :
- Prince a repris One of Us sur l'album Emancipation, en changeant la phrase « just a slob like one of us » (« juste un plouc comme l'un d'entre nous ») par « just a slave like one of us » (« juste un esclave comme l'un d'entre nous »).
- Brad Roberts des Crash Test Dummies, Martyn Joseph, Sheryl Crow, Theo Tams lors de sa tournée ont également tous repris la chanson.
- Plusieurs versions dance de la chanson ont été enregistrées par différents artistes comme Outta Control, Nasara et Pariz.
- Gregorian sur leur album sorti en 2007 Masters of Chant Chapter VI.
- Indiana Gregg sur son album Woman at Work.
- En 2009, Rivers Cuomo, Joe LoPiccolo et Rainn Wilson ont collaboré à une reprise pour la radio Sirius XM.
- Le chanteur italien Eugenio Finardi a enregistré une version italienne intitulée Uno di noi en 1996.
- Le chanteur allemand Klaus Lage a enregistré une version allemande sous le titre Was wenn Gott en 2003. Une autre version allemande a été réalisée par Erdmöbel en 2007, cette fois-ci intitulàe Einer wie wir et interprétée par les Hooters eux-mêmes lors de tournées en Europe et en Allemagne.
- Le duo finlandais Kaija Kärkinen & Ile Kallio a repris la chanson sous le titre Jumalan Jos Näkisin en 2012[37].
- En 2001, Chihiro Onitsuka a repris la chanson lors d'un live spécial.
- Dans la série Glee, la chanson est reprise dans le troisième épisode de la deuxième saison Grilled Cheesus[38].
- L'auteur-compositeur-interprète allemand Stefan Stoppok a fait paraître sa version de la chanson en 2000 accompagné du bassiste Reggie Worthy[39].
- En 2011, la chanteuse singapourienne Kit Chan a repris la chanson pour son nouvel album (Re-interpreting '重譯').
- Le groupe de Keren Ann, Shelby, a plagié la chanson dans son tube 1+1. Il n'y a jamais eu de procès à ce jour.
- Bob Rivers a écrit la parodie What if God Smoked Cannabis? (Et si Dieu fumait du cannabis ?) en 1997 (bien qu'elle ait souvent été attribuée à Weird Al Yankovic[40])
- En 1997, le groupe de rock Zilch (par la suite nommé SONICFLOOd) s'interroge sur la chanson dans In The Sky avec les paroles : « ...she asked if God was just a slob like us, well maybe something there is lacking ».

## Source
- (en) Cet article est partiellement ou en totalité issu de l’article de Wikipédia en anglais intitulé « One of Us (song) » (voir la liste des auteurs).